# Spoorlijn Paderborn Nord - Bad Lippspringe
De spoorlijn Paderborn Nord - Bad Lippspringe is een Duitse spoorlijn en is als spoorlijn 2962 onder beheer van DB Netze.

## Geschiedenis
Het traject werd door de Preußische Staatseisenbahnen geopend op 8 oktober 1906. In 1965 is het personenvervoer op de lijn opgeheven, thans vindt er alleen nog goederenvervoer plaats naar het terrein van de Benteler Automobiltechnik, het overige deel is opgebroken.

## Aansluitingen
In de volgende plaats is er een aansluiting op de volgende spoorlijn:
Paderborn Nord
DB 2960, spoorlijn tussen Paderborn en Brackwede